# Sitio de Gijón (1394)
El sitio de Gijón de 1394 fue un fracasado asedio de esta localidad española por parte del rey Enrique III de Castilla, en el transcurso de la rebelión del conde de Noreña y de Gijón, Alfonso Enríquez. Tras varios meses de infructuoso cerco, el rey y el conde se avinieron a firmar una tregua, al término de la cual se produjo un segundo asedio, que culminó en la toma y destrucción de la ciudad.

## Historia

### Antecedentes
En 1394, al ser declarado mayor de edad Enrique III el Doliente, de 14 años, el conde de Noreña, tío del rey, declaró al monarca que no estaba dispuesto a comparecer ante la Corte antes de que cumpliera los 25 años y se desligara de la influencia de personas que consideraba sus enemigos. Además, se supo que estaba fortificándose en Gijón y en el Castillo de San Martín de Soto del Barco -para la eventualidad de una guerra- y que intentaba apoderarse de Oviedo a traición.
El rey, que se hallaba por entonces en León, furioso ante la arrogancia y desobediencia del conde de Noreña, fue a comulgar a la catedral de León, sobre cuyo altar mayor juró destruir tal rebeldía. Aunque el verano estaba avanzado, el rey cruzó la Cordillera Cantábrica con 400 hombres de armas y 2000 peones y ballesteros. Intentando anticiparse, el conde Alfonso decidió tomar Oviedo mediante un golpe de mano, pero los vecinos se alzaron contra él y lo rechazaron. Refugiado en Gijón, plaza inexpugnable, reunió 100 hombres de armas, 400 escuderos y 100 ballesteros, fuerza más que suficiente para defenderse.
El rey Enrique fue recibido con júbilo en Oviedo, cuyos vecinos le presentaron 3 cabezas de partidarios del conde, y fue a poner sitio a Gijón, a pesar de carecer de material de asedio. Entretanto, un bastardo del conde, llamado Fernando, rindió el castillo de San Martín.

### El cerco
Gijón, situada en una península fortificada y separada del continente por unos arenales cenagosos que se inundaban con las mareas altas, resultaba imposible de tomar. Los combates fueron muy duros, pero los sitiadores, entre los cuales se distinguió el célebre Pero Niño, no lograron más que quemar algunos de los barcos del Conde de Noreña, surtos en el puerto de la ciudad. Sin embargo, la plaza seguía siendo abastecida por mar, de modo que era imposible rendirla por hambre, y las tropas reales carecían de un tren de asedio para batir los muros.
Tras dos meses de asedio, ante la proximidad del otoño, el inicio de las lluvias, los primeros casos de enfermedad en su campamento y la precariedad de sus finanzas, el rey se avino a negociar una tregua de seis meses, durante los cuales el conde retendría Gijón, pero el resto de sus posesiones serían administradas por Ruy López Dávalos. Además, se decidió someter al arbitraje del rey Carlos VI de Francia si las reclamaciones de Alfonso Enríquez eran justas; en caso contrario, su patrimonio pasaría a los dominios realengos.

### Consecuencias
Mientras el conde de Noreña viajaba a Bretaña para reclutar mercenarios, el rey Carlos de Francia, considerando que carecía de la suficiente información, propuso otros seis meses de tregua, los cuales fueron aceptados. El 8 de mayo, el conde Alfonso Enríquez se presentó en París y compareció ante el soberano francés, afirmando que había sido despojado injustamente de su patrimonio, deseaba servir al rey Enrique, que por su corta edad había caído en manos de privados enemigos suyos, y que era perseguido por su francofilia, acusando a la corte castellana de buscar la alianza de Inglaterra. A pesar de estas falsedades, Carlos VI se negó a dictar sentencia y recomendó al conde de Noreña que se sometiera a su rey, a la vez que enviaba orden a los puertos de su reino para evitar que se embarcaran mercenarios rumbo a Asturias.
Al margen de esta decisión, Enrique III juró no enajenar ningún territorio realengo, entregó el gobierno de Asturias a Pedro Suárez de Quiñones, con plenos poderes, y puso de nuevo cerco a Gijón, cuya defensa fue dirigida por la condesa Isabel de Portugal, la esposa del conde de Noreña.